# 井上幸夫 (官僚)
井上幸夫（いのうえ ゆきお、1927年3月1日 - 1981年3月8日）は日本の大蔵官僚。沖縄開発庁振興局長、沖縄開発事務次官などを務めた。

## 来歴
大阪府出身。第三高等学校から東京帝国大学法学部政治学科に入学。東大法学部政治学科在学中の1947年12月 高等試験行政科を合格。東大法学部政治学科を卒業し、1948年3月 大蔵省入省。理財局属。1951年8月1日 伊予西条税務署長。1952年9月16日 前橋税務署長。その後は管財局総務課長補佐、主計局総務課長補佐、主計局主計官補佐（公共事業係）、広島国税局総務部長などを務める。1965年7月8日 主計局主計官（防衛担当）。1967年8月4日 主計局主計官（建設、公共事業担当）。1970年6月25日 主計局総務課長。1971年6月22日 経済企画庁調整局参事官。1972年6月27日 関東信越国税局長。1973年8月1日 理財局次長（国有担当）。1974年7月3日 沖縄開発庁振興局長。1977年7月1日 沖縄開発事務次官。1979年6月19日 退官。その後は日本原燃サービス常任顧問。

## 略歴
- 1948年3月：大蔵省入省。理財局属[1]。
- 1949年6月1日：大臣官房調査部。
- 1949年10月：神戸税関監視部。
- 1951年8月1日：伊予西条税務署長。
- 1952年9月16日：前橋税務署長。
- 1953年10月：経済審議庁調査部国民所得課。
- 1953年10月：経済審議庁計画部計画第一課。
- 1954年7月7日：管財局総務課長補佐。
- 1956年8月：主計局主計官補佐（郵政、専売、電電係）。
- 1958年7月：主計局総務課長補佐。
- 1960年7月：主計局主計官補佐（公共事業係）。
- 1963年5月20日：広島国税局総務部長。
- 1965年7月8日：主計局主計官（防衛担当）。
- 1967年8月4日：主計局主計官（建設、公共事業担当）。
- 1970年6月25日：主計局総務課長 兼 主計局法規課長 兼 主計局主計官（防衛担当）。
- 1970年7月4日：主計局総務課長 兼 主計局主計官（防衛担当）。
- 1970年7月11日：主計局総務課長。
- 1971年6月22日：経済企画庁調整局参事官。
- 1972年6月27日：関東信越国税局長。
- 1973年8月1日：理財局次長（国有担当）。
- 1974年7月3日：沖縄開発庁振興局長。
- 1977年7月1日：沖縄開発事務次官。
- 1979年6月19日：退官。